# Селиолу
 Тази статия е за града в Турция.  За селото в Украйна вижте Селиоглу (Украйна).  
Селиолу (на турски: Süloğlu, Сюлоолу) е град в европейската част на Турция, северната част на Вилает Одрин. Градът е околийски център и единствена община в едноименната околия.

## География
Градчето се намира североизточно от Одрин, в южното подножие на Странджа.

## История
В 19 век Селиолу е българско село в Одринския вилает на Османската империя. През 1829-1830 година жителите му участват в масовото преселение на българи от източните български земи в Бесарабия, където основават село Селиоглу (Селиогло).
Според „Етнография на вилаетите Адрианопол, Монастир и Салоника“, издадена в Константинопол в 1878 година и отразяваща статистиката на населението от 1873 Сулеоглу (Souléoglou) е село със 160 домакинства и 915 жители българи. В селото има българско училище, в което в края на 90-те години на 19 век преподава Димитър Даков, организирал в Селиолу и революционен комитет на ВМОРО. Най-деятелен работник на ВМОРО е свещеникът от Селиолу поп Георги. По-късно учител в Селиолу е Никола Долапчиев.
До 1912 година жителите на Селиолу обработват както свои земи, така и чифлишки, принадлежащи на мюсюлмански земевладелци. Според статистиката на професор Любомир Милетич в 1912 година в селото живеят 118 български семейства или 587 души.
При избухването на Балканската война в 1912 година двама души от Селиолу са доброволци в Македоно-одринското опълчение. По време на войната, в хода на Лозенградската операция Селиолу и околностите му са сцена на драматични сражения между българската и османската армия.
Българското население на Селиолу се изселва след Междусъюзническата война в 1913 година.

## Личности
Родени в Селиолу
- Никола Панайотов, македоно-одрински опълченец, 1 и Нестроева рота на 5 одринска дружина[10]
- Стойо Панайотов (1884 – ?), македоно-одрински опълченец, Нестроева рота на 11 сярска дружина[10]

Починали в Селиолу
- Александър Искров Методиев, български военен деец, подпоручик, загинал през Балканската война на 9 октомври 1912 година[11]
- Александър Христов Спиридонов, български военен деец, подпоручик, загинал през Балканската война на 9 октомври 1912 година[12]
- Васил Гужголов Цанев, български военен деец, майор, загинал през Балканската война на 9 октомври 1912 година[13]
- Видул Типтеров Атанасов, български военен деец, подпоручик, загинал през Балканската война на 9 октомври 1912 година[14]
- Георги Стоев Стоев, български военен деец, подпоручик, загинал през Балканската война на 9 октомври 1912 година[15]
- Дешо Танов Цръндов, български военен деец, подпоручик, загинал през Балканската война на 9 октомври 1912 година[16]
- Иван Добрев Христов, български военен деец, капитан, загинал през Балканската война на 9 октомври 1912 година[17]
- Константин Кон. Христов, български военен деец, подпоручик, загинал през Балканската война на 9 октомври 1912 година[18]